# فرد وارد
فرد وارد (بالإنجليزية: Fred Ward)‏ هو منتج أفلام وعارض وممثل أمريكي، ولد في 30 ديسمبر 1942 بسان دييغو في الولايات المتحدة.

## أعمال

### أفلام
- (1979) الهروب من ألكتراز[5]
- (1983) الرجال الحقيقيون
- (1983) سيلكوود
- (1992) اللاعب
- (1992) بوب روبرتس[6]
- (2000) رحلة الطريق[7]
- (2001) جو القذر[8]
- (2002) سويت هوم ألاباما[9]
- (2002) يكفي
- (2011) 30 دقيقة أو أقل[10][11]
- (2013) مسدسان[12][13]

## وصلات خارجية
- فرد وارد على موقع IMDb (الإنجليزية)
- فرد وارد على موقع روتن توميتوز (الإنجليزية)
- فرد وارد على موقع ألو سيني (الفرنسية)
- فرد وارد على موقع أول موفي (الإنجليزية)
- فرد وارد على موقع قاعدة بيانات الأفلام السويدية (السويدية)
- فرد وارد على موقع إن إن دي بي (الإنجليزية)
- فرد وارد على موقع قاعدة بيانات الفيلم (الإنجليزية)
- فرد وارد على موقع ليتربوكسد (الإنجليزية)
- فرد وارد على موقع كينوبويسك (الروسية)